# 올림피아 모라타

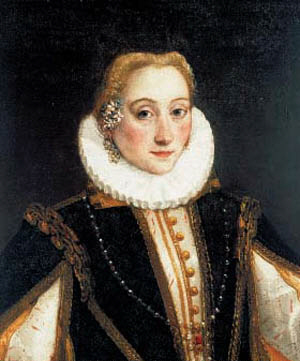
올림피아 모라타

올림피아 모라타(Olympia  Fulvia Morata, 1526년-1555년 10월 26일)는 이탈리아의 고전학이며 종교개혁시대의 여성학자였다.

## 생애
페라라에서 풀비오 펠레그리노 모라토와 루크레치아 고지 사이에서 태어났다. 에스테 공작 가문의 어린 왕자들의 가정교사였던 그녀의 아버지는 이탈리아에서 가장 학식이 높은 사람들과 친밀한 관계를 맺고 있었으며, 딸은 고전적인 학습 분위기에서 자랐다. 열두 살이 되자 그리스어와 라틴어로 유창하게 대화할 수 있었다. 이 무렵 페라라 공작부인 레나타의 딸인 젊지만 똑같이 재능 있는 안나 데스테의 동반자이자 강사로 궁전에 부름을 받았다. 존 칼빈, 비토리아 콜로나, 클레망 마로 등 문학적 명성이 있거나 개신교 성향이 있는 많은 사람들이 공작부인의 궁전을 방문했다. 10대 시절 올림피아는 키케로와 칼뱅의 작품에 대해 강의했다. 칼뱅의 이사야 주석을 공부한 뒤 아버지의 친구인 첼리오 세콘도 쿠리오네에게 칼뱅의 예레미야 주석을 구해달라고 편지했다. 루터주의자인 마티아스 플라키우스 일리리쿠스에게 편지를 보내 루터의 교리문답을 이탈리아어로 번역해 달라고 요청하기도 했다.
1546년, 병든 아버지를 돌보기 위해 궁정을 떠났고, 아버지가 돌아가신 후에는 형제자매들의 교육을 돌보았다. 올림피아의 아버지는 개신교로 개종했고, 올림피아는 루터와 칼빈의 교리를 받아들였다. 그녀가 궁정으로 돌아왔을 때 안나 데스테가 기세 공작(Duke of Guise) 프란시스와의 결혼으로 인해 올림피아는 고립되었다. 철학 공부에 시간을 보냈고 가스파로 사르디와 서신을 주고받았는데, 그는 그녀에게 『데 트리플리치 철학』을 헌정했다. 1550년 말경, 바이에른 슈바인푸르트의 의학과 철학을 공부하던 젊은 학생 안드레아스 그룬들러와 결혼했다. 1554년 그룬들러가 스페인 군대 주둔지의 주치의로 임명된 그의 출생지로 동행했다. 1553년 약탈 원정을 떠난 브란덴부르크의 후작 알베르트는 슈바인푸르를 점령한 뒤 프로테스탄트에게 포위당했다. 결국 알베르트는 그곳을 대피했고 올림피아는 남편과 함께 탈출했다. 이 과정에서 그녀의 많은 저술이 소실되었다. 그들은 마침내 1554년 하이델베르크에 도착하는 데 성공했고, 그곳에서 도피 중 환대를 받았던 에르바흐 가문의 도움으로 그룬들러를 위한 의학 강의 자리를 얻게 되었다. 그녀가 죽은 후 1558년 전후로 그녀의 그리스어 편지와 라틴어 대화의 일부를 모은 오페라 옴니아가 바젤에서 출판되었고, 이 작업은 그녀의 친구이자 통신원이었던 카엘리우스 세쿤두스 큐리오에게 맡겨졌다.